# 乌尼昂-迪米纳斯
乌尼昂-迪米纳斯是巴西米纳斯吉拉斯州的一个市镇。总面积1150.596平方公里，总人口4593人，人口密度4人/平方公里。